# Stanisław Wigura
Stanisław Wigura (9 avril 1903 - 11 septembre 1932) est un concepteur et pilote d'avion polonais. Il est le cofondateur de l'équipe de construction de RWD, a été chargé de cours à l'École polytechnique de Varsovie et, avec Franciszek Żwirko (en), a gagné le Challenge International de Tourisme 1932.